# Sedum bourgaei
Sedum bourgaei es una especie de la familia de las crasuláceas, comúnmente llamadas, siemprevivas, conchitas o flor de piedra (Crassulaceae), dentro del orden Saxifragales en lo que comúnmente llamamos plantas dicotiledóneas, aunque hoy en día se agrupan dentro de Magnoliopsida. El nombre del género significa “sedentario” o “estar sentado”, esto probablemente por sus hábitos de crecimiento; la especie está dada aparentemente en honor al naturalista francés del siglo XIX Eugène Bourgeau.

## Clasificación y descripción
Planta de la familia Crassulaceae. Raíces fibrosas, tallos delgados lisos, café rojizos, ramificados, de 25-60 cm de altura, corteza leñosa abajo; hojas lineares, aplanadas, romas, sésiles, de 6-16 mm de largo .y 1.5-2 mm de ancho. Inflorescencia terminal, en cima laxa con 1-7 cincinos, sépalos lineares o lanceolados, punta roma, de 3-5 mm de largo; pétalos, a veces 4 o 6, blancos, a menudo con punta rojiza; nectarios púrpura oscuro. Cromosomas n=29.

## Distribución
Endémica de México en los estados Distrito Federal; Estado de México; Michoacán: Cerro Piedra Redonda; Morelos: Huitzilac, pedregal de Chichinautzin, Lagunas de Zempoala; Querétaro. Localidad tipo: Estado de México: San Nicolás, Valle de México.

## Hábitat
De acuerdo a ejemplares de herbario, habita en bosques diversos, bosque de encino, bosque de encino pino, bosque de Oyamel.

## Estado de conservación
No se encuentra catalogada bajo algún estatus o categoría de conservación, ya sea nacional o internacional.